# Последний богатырь (франшиза)
«Последний богатырь» — российская комедийная приключенческая франшиза, фильмы которой без исключения транслировались в кинотеатрах. На данный момент она включает в себя три основных фильма (трилогия): «Последний богатырь» (2017), «Последний богатырь: Корень зла» (2021), «Последний богатырь: Посланник тьмы» (2021), один спин-офф (приквел): «Финист. Первый богатырь» (2025), телесериал «Последний богатырь: Наследие» (2024), а также одну мобильную игру «Последний богатырь: Герои Белогорья». Режиссёром всех проектов выступил Дмитрий Дьяченко, а производством занимались компания «Уолт Дисней Компани СНГ» (первые три фильма) и киностудия «Yellow, Black and White». Особенностью второй и третьей частей стало одновременное производство и выпуск обоих фильмов в одном году, что является редким событием даже для Голливуда. Благодаря своему успеху, фильмы стали одним из наиболее коммерчески удачных российских кинопроектов последних десятилетий. Общая касса всей трилогии превысила отметку в восемь миллиардов рублей, что делает её одной из самых кассовых отечественных серий. Во всех фильмах играли Виктор Хориняк, Мила Сивацкая, Елена Валюшкина, Елена Яковлева и Константин Лавроненко.
Несмотря на широкий зрительский успех, отношение критики было разнообразным. Если первая и вторая части получили преимущественно положительные оценки, вызвав восхищение оригинальностью сюжета и яркими актерскими работами, третья картина вызвала некоторое разочарование среди поклонников, столкнувшись с критическими замечаниями относительно персонажей и сюжета. Спин-офф же получил противоречивые отзывы из-за сценария и мотивации героев.

## Фильмы
| Фильм                              | Дата выхода          | Режиссёр         | Сценарист                                                               | Продюсер |
| ---------------------------------- | -------------------- | ---------------- | ----------------------------------------------------------------------- | --- |
| Последний богатырь                 | 26 октября 2017 года | Дмитрий Дьяченко | Виталий Шляппо Димитрий Ян Василий Куценко Павел Данилов Игорь Тудвасев | Марина Жигалова-Озкан, Эдуард Илоян, Ольга Максимова (исп.), Григорий Стоялов (лин.), Леонид Петров (лин.), Игорь Попцов (муз.)                                                  |
| Последний богатырь: Корень зла     | 1 января 2021 года   | Дмитрий Дьяченко | Виталий Шляппо Димитрий Ян Василий Куценко Павел Данилов Игорь Тудвасев | Марина Жигалова-Озкан, Эдуард Илоян, Ольга Максимова (исп.), Григорий Стоялов (лин.), Леонид Петров (лин.), Игорь Попцов (муз.)                                                  |
| Последний богатырь: Посланник тьмы | 23 декабря 2021 года | Дмитрий Дьяченко | Виталий Шляппо Димитрий Ян Василий Куценко Павел Данилов Игорь Тудвасев | Марина Жигалова-Озкан, Эдуард Илоян, Ольга Максимова (исп.), Григорий Стоялов (лин.), Леонид Петров (лин.), Игорь Попцов (муз.)                                                  |
| Финист. Первый богатырь            | 1 января 2025 года   | Дмитрий Дьяченко | Виталий Шляппо, Василий Куценко, Анатолий Молчанов, Вячеслав Зуб        | Михаил Ткаченко, Сергей Маевский, Эдуард Илоян (ген.), Виталий Шляппо (ген.), Денис Жилинский (ген.), Алексей Троцюк (ген.), Антон Златопольский (ген.), Ирина Винтовкина (исп.) |
| Колобок                            | 22 октября 2026 года | Антон Маслов     | Будет объявлено позже                                                   | Будет объявлено позже |

### «Последний богатырь» (2017)
В первой части трилогии Иван Найдёнов (Виктор Хориняк) — обычный житель современной Москвы. У него довольно обеспеченная жизнь, но радости это не приносит. Мужчина одинок, после детдома ему так и не удалось обрести семью. Иван создал бизнес, предлагая свои «магические» услуги под псевдонимом «белый маг Светозар». От клиентов нет отбоя, деньги текут рекой, но радости в жизни героя так и нет. Единственный, кто общается с ним, — его домработница Галина (Елена Валюшкина). Однажды, убегая от разгневанного супруга клиентки, Иван в аквапарке прыгает в трубу и оказывается в волшебном лесу. Это сказочный мир Белогорье, а он сам, как оказалось, родной сын богатыря Ильи Муромца. Правит городом Добрыня Никитич (Евгений Дятлов). Его жена Варвара (Екатерина Вилкова) бросает юношу в темницу. Там Иван встречает Кощея Бессмертного (Константин Лавроненко), который признаётся, что раньше Белогорьем правил он, пока Варвара не обратила всех богатырей в каменные глыбы.
Кощея и Ивана освобождают внезапно появившиеся Баба-Яга (Елена Яковлева) и Василиса Премудрая (Мила Сивацкая). За ними гонится Варвара и её стражи. Задача беглецов — найти меч-кладенец. И тут появляется Добрыня Никитич, выясняется, что все это было договорено между ним и Кощеем заранее. Добрыня должен получить меч, а Кощей — магический камень, где таится его погибель. Но богатырь нарушает договор, оставляя себе и меч, и камень Кощея. Василиса неожиданно появляется и выхватывает меч, бросив его Ивану. Тот, испугавшись, сбегает через портал в свой современный мир. Но оказавшись в привычной Москве, Иван не может успокоиться. Он волнуется за друзей, за Василису, которую полюбил. Он снова возвращается в Белогорье. Добрыня уже почти обрёл бессмертие, когда Иван вдруг появляется и стреляет в него из пистолета.
Но ритуал завершён — Добрыня стал бессмертным. Он готов убить Ивана и остальных, но подоспевший Кощей разрубает кристалл, выпавший из меча. Так он спасает Ивана. Варвара успевает скрыться, но все люди, превращённые ею в глыбы, оживают. Все они, включая Ивана и Василису, остаются жить в Белогорье.

### «Последний богатырь: Корень зла» (2021)
Начинается «Последний богатырь: Корень зла» с того, что Иван вместе с другими богатырями идут по сказочному лесу. Финист Ясный Сокол постоянно «подкалывает» Ивана, не имеющего никакой силы. К ним навстречу выбегает крестьянин и просит спасти их от чудища, нападающего на скотину и людей. Этим чудищем оказывается Колобок. Богатыри быстро разбираются с ним, укладывают в мешок и несут с собой.
Иван приходит домой. Внутри дома все современное, как в родной Москве. Василиса не слишком этому рада. Она и слышать не хочет его описания прелестей современного мира. Она говорит, что её дом в Белогорье. Тем временем объявляется состязание среди богатырей. Финист лучше всех проходит полосу препятствий. Иван решает бросить ему вызов, но вдруг понимает, что меч-кладенец потерял свою силу.
В сюжете появляется отсылка к далёкому прошлому. Маленькая нищая девочка нашла в лесу светящийся цветок и уколола палец. Её приютила молодая девушка, но у них обеих стала проявляться неведомая болезнь. Даже Баба-Яга не может вылечить их, говоря, что это очень древняя магия. Она рассказывает историю о колдуне Белогоре (Владислав Ветров), жившем 1000 лет назад.
Колдун был очень добрым и сильным, но его ученик Микула решил взять всю силу себе, заодно став бессмертным. Он убил колдуна, придавив его огромной каменной глыбой. Сам он стал Кощеем Бессмертным. Но колдун не погиб, а начал прорастать под землёй, напитываясь тьмой и злобой. Он стал называться Роголеб. Именно из его корней вырос цветок, о который укололась нищая девочка. Малютка была Варварой, ставшей позже женой Добрыни, а спасшая её девушка — это Галина, домработница Ивана. Колдун сделал их своими слугами, подчинил себе. Он приказал им найти и принести ему меч-кладенец. Кощей рассказывает Ивану, что тот должен разрубить камень, под которым погребён Роголеб. Тот так и делает. В результате колдун оказывается на свободе.
Очнувшись, Иван решает перенестись вместе с Роголебом в современную Москву. Взмахом меча он создаёт портал и влетает в него с колдуном. Оказавшись в столице среди бетона и асфальта, Роголеб быстро теряет силы и в финале 2 части погибает, превратившись в кучку пепла. Лишь после титров фильма «Последний богатырь 2» зритель видит, как много лет назад Галина была женой Ильи Муромца, а Варвара — их приёмной дочерью. Галина — настоящая мать Ивана.

### «Последний богатырь: Посланник тьмы» (2021)
Иван наконец обрёл силушку богатырскую, злой чародей Роголеб повержен, и теперь все Белогорье готовится к пиру на весь мир: Иван и Василиса собираются праздновать свадьбу, решая типичные для почти любой пары молодожёнов проблемы. В каком платье пойти под венец невесте? Кольца — простые или волшебные? Свадебное путешествие — на куриных ногах или в ступе? В самый разгар приготовлений к празднику зло снова напоминает о себе: Василиса похищена, и в пылу погони Иван и его друзья оказываются в современной Москве. Для жителей Белогорья это — волшебный мир, в котором люди перемещаются на странных колесницах, разговаривают с плоскими дощечками и не в состоянии отличить настоящую магию от дешёвой детской игрушки. Но, как выясняется, и в этом мире, бок о бок с обычными людьми, неплохо устроились герои старых сказок, и с их помощью у Ивана есть шанс окончательно победить древнюю Тьму.

### «Финист. Первый богатырь» (2024)
Выход спин-оффа «Финист. Первый богатырь» состоялся в 2025 году. Центральным персонажем стал Финист — Ясный сокол, который появлялся во второй части франшизы, где его сыграл Кирилл Зайцев.
Центральным персонажем фильма является Финист — Ясный сокол, которого в его приключениях сопровождает комический оруженосец Мелёха, а также молодая и красивая Баба-Яга, отчаянно пытающаяся удержать свою молодость. В оригинальной ленте эту роль исполнила Елена Яковлева, в новом фильме — Юлия Пересильд.
В поисках подвигов, достойных воспевания в былинах, Финист решает в одиночку сразиться со страшным чудовищем, живущем в заброшенном замке. Однако поединок идёт плохо — герой ослеплён чудовищем. Позже на Белогорье нападают бусурманы. Финист, Мелёха и Баба-Яга попадают в плен и оказываются в восточных краях, где из неволи их выкупает некий Анариф, представившийся мастером-изобретателем, отрицающем магию. Он помогает Финисту снова обрести зрение и обещает создать молодильный эликсир для Бабы-яги. По его просьбе компания отправляется в опасное путешествие, чтобы изловить то самое чудовище, что ослепило Финиста..

### Будущее

#### Колобок (2026)
О запуске проекта стало известно в мае 2025 года — его анонсировала кинокомпания Yellow, Black & White, уже знакомая зрителям по работе над фэнтезийной франшизой «Последний богатырь». Именно с этой серией связан «Колобок» — новый фильм позиционируется как ее своеобразное ответвление (спин-офф), углубляющееся в судьбу одного из второстепенных персонажей. Съемочный процесс стартовал в июле в Москве. К производству подключились телеканал «Россия» и стриминговый сервис START.
Голос главному герою снова подарит Гарик Харламов — юморист, отлично справившийся с задачей в предыдущих фильмах. Пекаря Тихона сыграет Дмитрий Журавлев, известный зрителям по проекту «Натальная карта», а в роли Волка зрители увидят Гошу Куценко. Режиссер проекта — Антон Маслов, который уже работал в этой вселенной и выпустил сериал «Последний богатырь. Наследие».

#### Сиквелы фильма «Финист. Первый богатырь (TBA)
Как рассказали продюсеры фильма, они хотели бы снять ещё как минимум две истории про Финиста в исполнении Кирилла Зайцева и его команду — оруженосца Мелеху (Сергей Лавыгин) и Бабу-ягу (Юлия Пересильд и Елена Яковлева). Пока даты выхода сиквелов не объявлены.

## Сериал
| Сериал                       | Дата выхода      | Режиссёр     | Сценарист | История от | Продюсер                                                                                |
| ---------------------------- | ---------------- | ------------ | --- | --- | --------------------------------------------------------------------------------------- |
| Последний богатырь: Наследие | 27 сентября 2024 | Антон Маслов | Виталий Шляппо, Василий Куценко, Анатолий Молчанов, Вячеслав Зуб, Роман Ангелин, Александр Данилов, Аслан Гугкаев, и др. | Виталий Шляппо, Василий Куценко, Анатолий Молчанов, Вячеслав Зуб, Роман Ангелин, Александр Данилов, Аслан Гугкаев, и др. | Эдуард Илоян, Виталий Шляппо, Денис Жалинский, Алексей Троцюк, Антон Златопольский и др |

### «Последний богатырь: Наследие» (2024)
Действие сериала «Последний Богатырь. Наследие» разворачивается спустя двадцать лет после победоносной битвы с силами зла. Иван, последний русский богатырь, управляет волшебным царством Белогорье вместе со своей супругой Василисой. У пары выросли две дочери: Марья, обладающая сверхчеловеческой силой, которой она не способна управлять, и Софья, изучающая колдовские искусства у Бабы-Яги, чьи первые попытки приготовить магические эликсиры приводят к неожиданным результатам. Среди жителей Белогорья также обитают храбрый юноша Финист Ясный Сокол и мудрый чародей Белогор, создавший преемника-колдуна Цвыря. Между тем Марья испытывает чувства к привлекательному, но высокомерному Финисту, тогда как неуклюжий Цвырь безнадежно увлечён ею. Внезапно в Белогорье прибывает северный маг Северин, предупреждая о приближающейся угрозе. Вместе с Белогором они приступают к созданию легендарного Венца Всесилия, способного защитить страну от опасности.
В день празднования имени Ивана Белогор объявляет Цвырю, что Венец вскоре обретёт свою полную мощь. Желая помочь Северину, Цвырь случайно роняет его посох, вызывая гнев мага, который заявляет о намерении забрать Венец. Белогор решительно препятствует этому намерению. Иван и Белогор осознают коварный замысел Северина украсть Венец и готовятся отразить нападение. Магическое оружие оказывается заключённым в специальную клетку, которую способен разрушить лишь сам Иван своим легендарным мечом-кладенцем. Ночью Северин отправляет армию чудовищ против города. Белогор создаёт защитный барьер, а Иван укрывает младшую дочь Софью в святилище, где находится Венец. Двое чудищ преследуют героев. Один из них погибает от руки Ивана, второй сталкивается с неудачной попыткой Софьи изменить его размеры — монстр становится ещё больше и отталкивает Ивана в поток энергии Земли, заставляя богатыря исчезнуть.
Оставшиеся герои вынуждены признать, что победа над врагом невозможна без Ивана. Обратившись к мистическому источнику мудрости, они узнают, что аналог Ивана существует в параллельной реальности. Источник дарует ключ туда, которым поспешно завладела Софья, стремясь исправить ситуацию.

## Персонажи и актёры
| Персонаж                           | Трилогия                         | Трилогия                             | Трилогия                             | Сериал                                             | Спин-оффы                    | Спин-оффы        |
| Персонаж                           | Последний богатырь               | Последний богатырь: Корень зла       | Последний богатырь: Посланник тьмы   | Последний богатырь. Наследие                       | Финист. Первый богатырь      | Колобок          |
| ---------------------------------- | -------------------------------- | ------------------------------------ | ------------------------------------ | -------------------------------------------------- | ---------------------------- | ---------------- |
| Баба-Яга                           | Елена ЯковлеваСветлана Колпакова | Елена Яковлева                       | Елена Яковлева                       | Юлия ПересильдЕлена Яковлева                       | Юлия ПересильдЕлена Яковлева |                  |
| Иван Ильич Муромец / Иван Найдёнов | Виктор ХоринякИгорь Яшанин       | Виктор Хориняк                       | Виктор Хориняк                       | Виктор Хориняк                                     |                              |                  |
| Василиса Премудрая                 | Мила Сивацкая                    | Мила Сивацкая                        | Мила Сивацкая                        | Александра УрсулякМария Погребицкая                |                              |                  |
| Водяной                            | Сергей Бурунов                   | Сергей Бурунов                       | Сергей Бурунов                       | Сергей Бурунов                                     |                              |                  |
| Кощей Бессмертный / Микула         | Константин Лавроненко            | Константин ЛавроненкоНикита Табунщик | Константин ЛавроненкоНикита Табунщик |                                                    |                              |                  |
| Галина                             | Елена Валюшкина                  | Елена ВалюшкинаТаисия Вилкова        | Елена Валюшкина                      |                                                    |                              |                  |
| Илья Муромец                       | Юрий Цурило                      | Юрий ЦурилоВсеволод Цурило           | Юрий ЦурилоВсеволод Цурило           |                                                    |                              |                  |
| Светозар                           | Тимофей Трибунцев                | Тимофей Трибунцев                    | Тимофей Трибунцев                    |                                                    |                              |                  |
| Варвара                            | Екатерина Вилкова                | Екатерина ВилковаМарта Тимофеева     |                                      |                                                    |                              |                  |
| Чудо-юдо                           | Александр Семчев                 | Александр Семчев                     |                                      |                                                    |                              |                  |
| Добрыня Никитич                    | Евгений Дятлов                   |                                      | Евгений Дятлов                       |                                                    |                              |                  |
| Алёша Попович                      | Вольфганг Черни                  |                                      | Вольфганг Черни                      |                                                    |                              |                  |
| Колобок                            |                                  | Гарик Харламов                       | Гарик Харламов                       | Гарик Харламов                                     |                              | Гарик Харламов   |
| Белогор / Роголеб                  |                                  | Владислав Ветров                     | Владислав Ветров                     | Владислав Ветров                                   |                              |                  |
| Финист—Ясный сокол                 |                                  | Кирилл Зайцев                        |                                      | Кирилл Зайцев                                      | Кирилл Зайцев                |                  |
| Жар-птица                          |                                  |                                      | Филипп Киркоров                      |                                                    |                              |                  |
| Кикиморы                           |                                  |                                      | Анна Якунина                         |                                                    |                              |                  |
| Кикиморы                           |                                  | Анна Гуляренко                       |                                      |                                                    |                              |                  |
| Кикиморы                           |                                  | Оксана Костецкая                     |                                      |                                                    |                              |                  |
| Кикиморы                           |                                  | Галина Гусева                        |                                      |                                                    |                              |                  |
| Марья                              |                                  |                                      |                                      | Арина РожковаКсения Комолова                       |                              |                  |
| Софья                              |                                  |                                      |                                      | Эвелина МазуроваАгния Тимофеева                    |                              |                  |
| Цвырь                              |                                  |                                      |                                      | Дмитрий ЛысенковМирослав Харин                     |                              |                  |
| Северин                            |                                  |                                      |                                      | Александр Устюгов                                  |                              |                  |
| Денис                              |                                  |                                      |                                      | Олег ЧугуновСтанислав БондаренкоВалерий Скорокосов |                              |                  |
| Соловей-разбойник                  |                                  |                                      |                                      | Александр Лыков                                    |                              |                  |
| Мико и Жико                        |                                  |                                      |                                      | Никита Кологривый                                  |                              |                  |
| Зеркальце                          |                                  |                                      |                                      | Татьяна Догилева                                   |                              |                  |
| Вождь Чуди                         |                                  |                                      |                                      | Виктор Сухоруков                                   |                              |                  |
| Главная пиявица                    |                                  |                                      |                                      | Алина Ланина                                       |                              |                  |
| Мелёха                             |                                  |                                      |                                      |                                                    | Сергей Лавыгин               |                  |
| Анариф                             |                                  |                                      |                                      |                                                    | Фёдор Добронравов            |                  |
| Злата                              |                                  |                                      |                                      |                                                    | Кристина Строителева         |                  |
| Пантера                            |                                  |                                      |                                      |                                                    | Михаил Селиванов             |                  |
| Волк                               |                                  |                                      |                                      |                                                    |                              | Гоша Куценко     |
| Тихон                              |                                  |                                      |                                      |                                                    |                              | Дмитрий Журавлёв |

## Приём

### Кассовые сборы
| Фильм                              | Дата выпуска    | Кассовые сборы | Кассовые сборы    | Кассовые сборы  | Бюджет          | Источник      |
| Фильм                              | Дата выпуска    | Россия         | Другие территории | Мировые         | Бюджет          | Источник      |
| ---------------------------------- | --------------- | -------------- | ----------------- | --------------- | --------------- | ------------- |
| Последний богатырь                 | 26 октября 2017 | $30 431 962    | $1 100 000        | 1 731 760 105 ₽ | 370 млн ₽       | [ 16 ] [ 17 ] |
| Последний богатырь: Корень зла     | 1 января 2021   | $28 338 091    | $2 400 000        | 2 105 480 117 ₽ | 650 млн ₽       | [ 19 ] [ 20 ] |
| Последний богатырь: Посланник тьмы | 23 декабря 2021 | $27 190 324    | $3 000 000        | 2 198 000 000 ₽ | 454 млн ₽       | [ 22 ]        |
| Финист. Первый богатырь            | 1 января 2025   | $24 000 000    | $2 000 000        | 2 595 974 687 ₽ | 1.2 млрд ₽      | [ 23 ]        |
| Итого                              | Итого           | $109 960 377   | $8 500 000        | 8 631 215 009 ₽ | 2 684 000 000 ₽ |               |

Киносерия «Последний богатырь» стала настоящим феноменом в российском кинематографе, привлекая внимание широкой аудитории своим уникальным сочетанием приключений, юмора и русского фольклора. За годы своего существования серия завоевала статус одного из крупнейших коммерческих успехов отечественной киноиндустрии. Суммарные мировые кассовые сборы четырёх фильмов составляют более $117 миллионов, при бюджете всего около $22 миллионов долларов.
Особенно впечатляет вклад каждого отдельного фильма в общую кассу. Российская аудитория традиционно демонстрирует высокий интерес к проекту, обеспечивая большую долю сборов именно внутри страны. Так, совокупные российские сборы достигают почти 8,6 миллиарда рублей:
- Первый фильм, выпущенный в октябре 2017 года, заложил основу для будущих успехов серии. Фильм собрал внушительные $30,4 миллиона долларов, из которых около 1,7 миллиарда рублей поступило непосредственно из российских кинотеатров. Несмотря на скромный бюджет ($370 миллионов рублей), первый фильм показал потенциал проекта и стал отправной точкой для дальнейшего роста популярности[26].
- Продолжение вышло спустя четыре года и сразу продемонстрировало значительный рост интереса публики. Второе творение серии собрало почти столько же денег, сколько и предшественник — $28,3 миллиона. Российские зрители принесли фильму ещё больше дохода — примерно 2,1 миллиарда рублей. Это свидетельствует о растущем доверии аудитории к проекту и положительной динамике финансовых показателей[27].
- Третий фильм серии вышел практически одновременно со вторым и продолжил собирать значительные суммы. Несмотря на конкуренцию с иностранными фильмами, фильм смог собрать $27,2 миллиона, показывая устойчивый спрос на приключения Ивана и его друзей. Российский рынок вновь подтвердил свою значимость, обеспечив доходы порядка 2,2 миллиарда рублей[28].
- Спин-офф-фильм завершил серию и расширил вселенную «Последнего богатыря». Проект сумел привлечь новую аудиторию и укрепить позиции бренда. Его кассовые сборы составили $24 миллиона, большая часть которых снова пришлась на российскую публику — свыше 2,5 миллиарда рублей. Хотя фильм оказался менее успешным финансово, чем предыдущие картины из-за возросшего бюджета, он всё равно укрепил репутацию кинофраншизы и добавил новый виток развитию вселенной[29].

### Критический приём
| Фильм                              | Россия                | Россия           | Россия  | Другие территории  |
| Фильм                              | Кинопоиск             | Критиканство     | Отзовик | iMDb               |
| ---------------------------------- | --------------------- | ---------------- | ------- | ------------------ |
| Последний богатырь                 | 7,2 (756 000 отзывов) | 66 (31 рецензия) | 83 %    | 6,4 (3 600 оценок) |
| Последний богатырь: Корень зла     | 7,5 (484 000 отзывов) | 60 (13 рецензий) | 85 %    | 5,9 (1 600 оценок) |
| Последний богатырь: Посланник тьмы | 7,2 (428 000 отзывов) | 56 (18 рецензий) | 76 %    | 5,5 (834 оценок)   |
| Последний богатырь: Наследие       | 8,5 (460 000 отзывов) |                  | 77 %    | 6,5 (284 оценки)   |
| Финист. Первый богатырь            | 7.4 (142 000 отзывов) | 62 (12 рецензий) | 65 %    | 6.0 (268 оценок)   |

Франшиза «Последний богатырь» представляет собой попытку вдохнуть жизнь в русские народные сказки, переосмысливая традиционные образы Кощея Бессмертного, Бабу Ягу и прочих легендарных существ. Серия сочетает комедийный жанр с приключениями, создавая яркие и запоминающиеся сцены, полные юмора и интригующих поворотов сюжета. Эта концепция позволила создателям вывести отечественную фэнтези-кинокультуру на новый уровень, сделав её привлекательной как для детей, так и взрослых зрителей. Все фильмы отличаются особым вниманием к качественному актёрскому составу и яркой визуальной составляющей. Именно это позволило каждому фильму привлекать значительное количество зрителей и получать высокие рейтинги на популярных ресурсах вроде Kinopoisk и IMDb. Особенно ценится способность авторов франшизы создавать оригинальные сюжеты, базирующиеся на известных фольклорных источниках, сохраняя при этом дух современности и лёгкость восприятия.
Кроме фильмов, сериальная адаптация «Наследие» доказала успешность расширения вселенной, добавив новые грани известным героям и предложив зрителям уникальный опыт погружения в созданный мир. Успех каждой части подчеркивает универсальный характер проекта, способного объединить различные поколения и стили повествования.
- Дебютная лента послужила стартовым импульсом для последующей эволюции киносерии. Она получила позитивные отклики зрителей и стабильные оценки критиков. Средний рейтинг на портале Kinopoisk составил 7,2 балла, что свидетельствовало о хорошем восприятии аудиторией. Первая часть привлекла внимание зрителей своим оригинальным подходом к русской мифологии и современным реалиям. По данным агрегатора «Критиканство», «Последний богатырь» получил в прессе среднюю оценку 66/100 (на основе 31 рецензии)[38]. Журнал «Игромания» заявил, что фильм незамысловатый и что причину, почему злодеи сказок, такие как Кощей или Баба-Яга, перешли на сторону добра, в фильме никак не объяснили. Зато хвалил фильм за хороший юмор[39]. Журнал «Мир фантастики» выдал фильму шесть звёзд из десяти и заявил, что фильм не смог избежать клише с главным героем, которое смогли высмеять в «Шреке» ещё пятнадцать лет назад, из-за чего фильм страдает отсутствием оригинальности, а также заявил, что в фильме не была раскрыта причина того, почему именно злодеи спасают мир сказок. Однако журнал также похвалил фильм за юмор[40].
- Вторая часть, «Последний богатырь: Корень зла», вышедшая в 2021 году, подтвердила популярность франшизы, собрав значительные кассовые сборы и получив положительные отзывы от критиков и зрителей. Настасья Горбачевская в своей рецензии для Film.ru поставила фильму шесть звёзд из десяти, похвалив шутки, основанные на отсылках к сказкам, и харизматичных актёров, но ругала за то, что Водяной превратился из центрального персонажа в гостя, а Колобок лишь вызывал недоумения. Критике также подвергся чрезмерно часто мелькающий в фильме продакт-плейсмент[41]. Второй фильм франшизы продолжил развитие мира, представленного ранее, успешно удерживая внимание зрителей. Средняя оценка на Kinopoisk выросла до 7,4 баллов, демонстрируя улучшение качества продукта и повышение доверия зрителей.
- Третий фильм, «Последний богатырь: Посланник тьмы», выпущенный в 2021 году, вызвал более неоднозначную реакцию. Хотя он продолжал развивать сюжет и знакомить зрителей с новыми персонажами, многие критики отметили, что фильм не смог достичь уровня предшественников. Основные претензии касались сценария и недостатка оригинальности в сюжете. На Кинопоиске фильм имеет 7,2 баллов из 10. Настасья Горбачевская, писавшая для Film.ru, ругала персонажа Василису за то, что она, несмотря на свою крутость, не может одолеть не столь страшную колдунью и сбежать, превратившись в барышню в беде, а также за то, что Иван превратился из токсичного богатыря в эгоиста, который даже советов друзей не слушает. Однако похвалила фильм за то, что в конце персонажи усваивают уроки по этикету и за шутки, некоторые из которых раздражали меньше, чем в «Корне зла»[42]. Завершающая глава оригинального цикла оказалась самой спорной среди трёх первых фильмов. Её средняя оценка на Kinopoisk составила 7,2 балла, отражая смешанный отклик аудитории.
- Сериал получил всеобщее признание. Несмотря на сказочный антураж, «Последний богатырь. Наследие» — едва ли не самый реалистичный отечественный сериал текущего времени или нашего тотального безвременья[43]. «Последний богатырь. Наследие» выглядит дорого и достойно. Он качественно расширяет полюбившуюся киновселенную, каждый раз напоминающую нам, что в жизни всё ещё находится место чуду[44].
- Спин-офф, который был создан на основе вселенной, «Финист. Первый богатырь», получил смешанные отзывы. Некоторые зрители оценили возможность увидеть знакомых персонажей в новом контексте, в то время как другие считали, что спин-офф не смог передать ту же магию и очарование оригинальных фильмов. Последующие рецензии в прессе обращают внимание на слабость и вторичность фильма по сравнению с оригинальной трилогией, сюжетные дыры и отсутствие мотиваций героев[45][46].

## Премии
- В декабре 2017 года первый фильм стал обладателем премии The Hollywood Reporter в номинации «Проект года»[47].
- В январе 2018 года первый фильм получил кинопремию Золотой орёл в номинации «Лучшая работа художника по гриму и пластическим спецэффектам».
- В 2019 году фильм 2017 года отмечен национальной телевизионной премией ТЭФИ-KIDS 2019 в номинации «Телевизионный фильм/сериал для детей».

## Другие медиа

### Игры
Последний Богатырь: Герои Белогорья — строительный симулятор от компании King Bird Games для Android. Сюжет игры разворачивается за десять лет до событий фильма Disney «Последний богатырь». Главному герою предстоит взять в свои руки управление Сказочным Дворцом в столице Белогорья. По геймплею игра немного напоминает Fallout Shelter. Здесь так же надо отстраивать свои палаты, а также посылать дружинников на войну с нечистью.